# Dreuilhe
Dreuilhe är en kommun i departementet Ariège i regionen Occitanien i södra Frankrike. Kommunen ligger  i kantonen Lavelanet som ligger i arrondissementet Foix. År 2022 hade Dreuilhe 363 invånare.

## Befolkningsutveckling
Antalet invånare i kommunen Dreuilhe
Referens: INSEE